# Лапичі (станція)
Лапичі (біл. Лапічы) — залізнична станція Могильовського відділення Білоруської залізниці на лінії Верейці — Гродзянка. Розташована в селі Лапичі Осиповицького району Могильовської області Білорусі.
Розташована між зупинками Цель та Осове.
Станом на 2020 рік вантажопасажирські перевезення з висадкою на станції виконуються щодня двічі на день тепловозом М62 за маршрутом Осиповичі I - Гродзянка. Приблизний час у дорозі з усіма зупинками від станції Осиповичі I (початок повного маршруту) - 46 хвилин, від станції Верейці - 21 хвилина, від станції Гродзянка - 43 хвилини.
Станція розташована на кордоні селища Лапичі; у безпосередній близькості від станції також знаходиться село Ручей.